# Marquinhos (Fußballspieler, 1981)
Marcos Vicente dos Santos oder kurz Marquinhos (* 29. September 1981 in Biguaçu, Santa Catarina) ist ein brasilianischer Fußballspieler. Der offensive Mittelfeldspieler steht zurzeit bei Avaí FC unter Vertrag.
Marquinhos kam 2000 von Avaí FC zu Bayer 04 Leverkusen und unterschrieb einen bis 2006 gültigen Vertrag. Dort konnte er sich jedoch nicht durchsetzen und kam lediglich zu 13 Einsätzen in der Zweitvertretung der Werkself. Daher wurde er zurück in seine Heimat transferiert und spielte in der Folge für mehrere brasilianische Klubs.

## Titel und Ehrungen
Mit dem Avaí FC
- Staatsmeisterschaft von Santa Catarina (2009)

Mit dem FC Santos
- Staatsmeisterschaft von São Paulo (2010)
- Copa do Brasil (2010)

### Persönliche Ehrungen
- Bester Mittelfeldspieler bei der Staatsmeisterschaft von Santa Catarina (2009, 2013)